# 쵸비츠
《쵸비츠》(ちょびっツ, Chobits)는 일본의 유명 여성 4인조 만화 집단 클램프의 만화와 이를 원작으로 한 애니메이션이다.
총 8권으로 완결되었으며 애니메이션은 2002년 4월에 방송을 시작했다.
그동안 클램프의 여성향을 보여준 작품의 팬들과 이런 류를 좋아하는 팬들도 논란이 생길만큼 상업성이 크게 부각되었으나 그럼에도 주인공 치이의 한없는 귀여움, 탄탄한 스토리로 호평을 받았다.
대한민국 안에서는 단행본이 출판되었고 애니메이션은 애니원TV에서 2003년 9월 15일부로 방영되어 인기를 얻었다.

## 줄거리
시대는 인간형 퍼스널 컴퓨터가 유행하는 시대. 시골에서 상경한 재수생 히데키는 컴퓨터를 갖고 싶어하지만 돈이 없다. 어느 날 쓰레기 더미에서 어느 귀여운 컴퓨터를 줍게 된다. 어떠한 OS도, 데이터도 없는 그 컴퓨터가 할 수 있는 건 오로지 '치이~'라고 말 하는 거뿐. 그래서 히데키는 치이라는 이름을 붙여준다. 하지만 그 컴퓨터는 평범한 컴퓨터가 아니었는데....

## 등장인물
모토스와 히데키
성우 : 스기타 토모카즈
재수생으로 늘 돈이 궁하다. 컴퓨터에 대해 하나도 모르는 컴맹이라서 치이를 줍고 나서 신보나 미노루에게 늘 도움을 받는다. 어딘가 어눌하지만 착해서 치이에게 잘 대해준다.
치이
성우 : 타나카 리에
미소녀의 모습을 하고 있는 인간형 퍼스널 컴퓨터. 쓰레기 더미에 버려져 있는 걸 히데키가 주워왔다. 처음에 히데키가 부팅한 직후에는 '치이~'라는 말 밖에 못해서 치이라는 이름이 붙었다. 히데키를 아주 좋아하며 여러 가지 일을 히데키에게서 배운다. 그런데 치이는 보통 퍼스널 컴퓨터가 아니었는데...
신보 히로무
성우 : 세키 토모카즈
히데키의 친구로 옆 방에 산다. 컴퓨터에 대해 잘 알아서 자작 인간형 컴퓨터 '스모모'도 가지고 있다. 학원 선생님인 타카코를 좋아한다. 낙천적이고 행동적인 성격이다.
스모모
성우 : 쿠마이 모토코
신보의 인간형 컴퓨터이다. 노트북이라 불리는 형태를 가지기도 하여 인간형이라기보다는 인형형이라는 말이 어울릴 정도로 작고 귀엽다. 인도 풍의 옷을 입고 있으며 신보의 여러 일을 도와준다. 나중에는 히데키의 집에 머물게 된다.
코쿠분지 미노루(독고정민)
성우 : 쿠와시마 호우코
아직 중학생이지만 천재라 불릴 정도로 컴퓨터에 대해 잘 알아 집에 많은 자작 컴퓨터를 가지고 있다. 꽤 냉정하고 차가운 성격이다. 하지만 죽은 누나를 본따 만든 컴퓨터 '유즈키'를 매우 아끼는 모습을 보여주기도 한다.
유즈키(로지)
성우 : 오리카사 후미코
미노루가 자신의 죽은 누나를 본따 만든 컴퓨터. 미노루가 신경써서 만든 컴퓨터라 그런지 아주 예쁘고 똑똑하다. 자신의 주인에게 절대복종한다.
히비야 치토세(다나)
성우 : 이노우에 키쿠코
히데키가 살고 있는 아파트 관리인. 상냥한 성격으로 히데키에게 잘 해준다. 치이에 대해 뭔가 아는 듯하다.
시미즈 타카코
성우 : 유즈키 료카
히데키와 신보가 다니는 학원의 선생님이다. 자신의 남편이 컴퓨터에게 빠져 아내의 존재를 잊고 문조차 잠가버리는 등 이런 행동이 그녀를 폐쇄적으로 만들었다.신보에게 호감이 있는 듯하다.
오무라 유미(강유미)
성우 : 토요구치 메구미
히데키가 아르바이트를 하는 술집의 딸로 히데키에게 관심이 있다. 히데키를 선배라고 부른다. 컴퓨터에게 컴플렉스가 있다.
우에다 히로야스
성우 : 우에다 유지
(애니메이션 설정으로) 치이가 아르바이트를 하고 있는 빵집의 주인이다. 예전의 컴퓨터를 사랑한 나머지 컴퓨터와 결혼을 결정한다. 유미가 이 빵집에서 일을 하고 있었는데 이 일로 컴플렉스를 가지고 빵집을 그만둔다. 히로야스는 아내인 컴퓨터가 점차 기능이 저하되고 남편인 자신조차 잊어버리자 절망한다. 하지만 히로야스가 차에 치일 뻔할 때 아내가 대신 치이고 죽는다. 39세로 상당히 어려보이는 외모를 가지고 있다.
코지마 요시유키
성우 : 스와베 준이치
인터넷에서 '드래곤플라이'라는 닉네임으로 활동하고 있다. 미노루처럼 컴퓨터에 대해선 아주 잘 안다. 치이를 납치한 경력이 있다.
코토코(코코)
성우 : 유카나
코지마의 자작 컴퓨터로 스모모처럼 작고 귀여운 컴퓨터이다. 치이가 납치되었을 때 말상대가 되어주고 나중에 유괴 사건의 증거가 되어준다.
디타
성우 : 토쿠미츠 유카
지마
성우 : 치바 잇신
프레이야
성우 : 타나카 리에

## 목소리 출연
- 최원형 - 이희수
- 윤미나 - 치이
- 엄상현 - 신보 히로무
- 장경희 - 스모모
- 배정민 - 독고정민, 코코, 디타
- 배주영 - 로지
- 채의진 - 다나
- 차명화 - 시미즈 타카코, 선생님
- 장은숙 - 강유미
- 유동균 - 우에다 히로야스
- 변종필 - 코지마 요시유키
- 안용욱 - 지마

## 작품 분석
클램프는 캐릭터에 일반인이 흔히 쓰는 설정인 '인간형 로봇'을 쓰지 않고 '인간형 파스콤(personal computer)'이라는 설정을 통해 캐릭터에 기계적 특성을 반영하면서도 로봇의 부정적인 어원을 피해가는 치밀함을 보였다. 로봇이란 기계적 특성을 가졌다는 점에선 다를 바 없으나 슬레이브, 즉 노예의 의미가 더 크기 때문에 작중에서 주인과 캐릭터 간의 친구 같은 동등한 레벨을 가질 수 없다는 것을 이해하고 이러한 설정을 부여한 듯하다.